# Тюшка
Тю́шка — село в Україні, в Хустському районі Закарпатської області. Входить до складу Пилипецької сільської громади.
Населення становить близько 800 осіб. Село простягається на понад 4 км в мальовничій долині річки Тющанки. Розташоване при північно-східних схилах гірського масиву Полонина Боржава. На південний захід від села розташований пішохідний перевал Присліп. Етимологію назви села досі ніяк не пояснювали. Не треба бути лінгвістом, щоб не ствердити, що назва не українського походження, скоріше тюркського. В цьому нема нічого дивного, відомо, що татари не раз бували в Карпатах. У тюркських мовах є лексема "тюз", що значить "перевал". Відомий перевал в горах Тянь-Шань носить назву Тюз. Біля  села Тюшка — перевал Присліп. "Тюз" з часом змінився на "тюзка", потім на Тюшка.
Цікаво знати, що слово "Тюшка" було прізвищем відомого діяча ОУН Осипа Тюшки, близького співробітника (упродовж 40 років) Степана Бандери і Ярослава Стецька. Осип Тюшка народився 1908 року не в Тюшці, а в Старому Мізуні Івано-Франківської області. Тереновий провідник ОУН, учасник похідних груп ОУН, ділив недолю ув'язнення в концтаборі Заксенхаузен зі Степаном Бандерою та іншими видатними діячами ОУН. Це наводить на думку про якийсь зв'язок між назвою села Тюшка і прізвищем відомого учасника національно-визвольної боротьби Осипа Тюшки.
Прізвище Тюшка також поширене в Гукливім і Воловці.
Поруч села-сусіди — Річка, Потік, Сухий, Діл, Лозянський. У селі є стрімкий потічок.
Райони — Верхній та Нижній кінці, Жигани, Засигла. Вперше згадується в 1614 році під назвою Thywska. В 1651 році Nagythiuska, а в 1715 році як Tyuska.
Села були заселені сім'ями Долгай та Липчей в кінці 16 століття вздовж потоку Тюшка.
До 17 століття воно вже складалося з двох поселень, Alsó- та Felsőtyuska.

## Загальні відомості
- Школи: Тюшківська ЗОШ І-ІІ ст. і Тюшківська ЗОШ І ст.
- Стадіон: «Горб»
- Річка: Тюшчанка
- Гори: Ополонок, сідло Присліп, Кичера, Широкий, Каміня.
- Відомі урочища: Кримнянка, Пілліз, Ильми, Курилово
- Полонини: Футо-Ярки, Ясінники, Чертіж, Середній.
- Ліси: Кути, Кізлик, Кичира, Ділок

### Жигани
Жигани - колишнє село в Україні, в Закарпатській області.
Обєднане з селом Тюшка рішенням облвиконкому Закарпатської області №155 від 15.04.1967
Перша згадка 1770/72: Sÿhany, інші згадки 1789: Zsihányi, Alsó-Tyuska, 1808: Szihany, Syhany, 1828: Zsihán, 1851: Zsihány, 1892: Zsehán, 1898: Zsehán, 1907: Zsigatelep, 1913: Zsigatelep, 1930: Žihaná, 1944: Zsehán, Жеганъ, 1967: Жигани.    

### Ліхната
Ліхната - колишнє село в Україні, в Закарпатській області.
Обєднане з селом Тюшка
Згадки:  1798: Lechnata , 18. sz. vége: Lechnata, 1805: Lechnata , 1808: Lechnová, 1830: Lechovate , 1852: Lenata, 1853: Lihnata.

## Населення
Згідно з переписом УРСР 1989 року чисельність наявного населення села становила 836 осіб, з яких 394 чоловіки та 442 жінки.
За переписом населення України 2001 року в селі мешкало 826 осіб.

### Мова
Розподіл населення за рідною мовою за даними перепису 2001 року:
| Мова       | Відсоток |
| ---------- | -------- |
| українська | 99,76 %  |
| російська  | 0,24 %   |

## Релігія
храм св. Миколи Чудотворця. 1808.
У 1751 р. в селі була дерев'яна церква св. Миколи в доброму стані, з чотирма дзвонами, прикрашена всіма образами, а парохом був Ігнатій Балкович.
У 1801 р. йде мова про дерев'яну церкву на 160 вірників, «дождями покаженну», яку «громада не годна поправити, зато просят із фонда религійного 63 ринских».
У 1930-х роках дослідник В. Саханєв зафіксував такі написи, що стосуються історії цієї церкви: поверх ікон першого ярусу: "Року АΨІ (1701 [помилково, треба 1710]) сєптєврїя З (7) дня сии празънїки дав исписати рабъ божїи Лазоръ Ковалювъ и своею жоною: дочею и со чаді за отпущеніе гріховъ своихъ и преставших родїчовъ своїхъ: и и[с] затемъ Стефаном…’
На уламку старого іконостаса на поді: «Року АХЧВ (1692) | мсца іюня ЄІ (15) | дня | си врата соружилъ раб божи иереи Григорїи за отпущение гріхов своих и жена его»
На «Октоїху»: «Сію книгу купилъ Фурдівъ онукъ до | церкви святои храму божого святого отце Николая АХЧА (1691) рока»
На «Апостолі»: «Купил… | Григо[рий] Поповоча Гриця синъ | з росточан с Поповихъ | котори мешкал у селі Тюсці | котории придал до цркве | Тюшанской до храму стого отца Николи із женою своею Титею…»
За місцевим переказом, стара дерев'яна церква була в урочищі Вершок, а під час сильної бурі з церкви знесло хрест і там, де він опинився, збудували нині існуючу дерев'яну церкву, яку датують 1808 р. Це характерна для навколишніх сіл тридільна базиліка з невисокою вежею, увінчаною стрімким готичним шпилем. Цей стиль проник далеко в гори з долини Тиси, де він найбільш розповсюджений і де досяг свого вершинного розвитку. Поширюючись на північ, готична церква втратила ряд деталей і зазнала змін у пропорціях. Незмінним лишився високий шпиль, який іноді сягає значної висоти, а іноді — зменшується і стає більше подібним до конічного шатра, ніж до шпилю. Всередині зруби оббито пресованим картоном, ікони перемальовано.
Переказ про знесення хреста з церкви і переліт його на значну віддаль,що проти всіх законів фізики- ніщо інше,як широко розповсюджена легенда по всім Карпатам.Цю легенду розповідали старожили в Яловім Воловецького району,в Лазах та багатьох інших селах. Витоки цієї легенди - в далекій давнині,в часах короля Матяша Корвіна,якому корона,за тією ж легендою,була перенесена в повітрі і впала на голову.Так Матяш у 18 років став королем Угорщини.Переліт  металевих предметів в повітрі- корон,хрестів- мав  сакральне,божественне значення.
Збереглася велика ікона «Страшний суд», що походить, імовірно, з попередньої церкви, та цікава дерев'яна люстра. Біля церкви — низька двоярусна дзвіниця. На жаль, обидві споруди нині оббиті металевим покриттям. З трьох дзвонів у дзвіниці найменший походить з 1600-х років, два інші відлив Ф. Еґрі в 1922 р.
У селі розповідали, що двадцятка церкви (на той час уже греко-католицької) хотіли продати церкву у музей до Львова. У ніч із 15 на 16 квітня 2000 р. цінна дерев'яна пам'ятка згоріла дощенту. Завдано шкоди і південному фасадові та даховим конструкціям нової церкви.
Вважають, що причиною лиха стало бажання церковної двадцятки збагатитися на святій матері церкві, але Бог цього не допустив.
Церква св. великомученика Дмитра. 1997.
храм св. великомученика Дмитра. 1997.
У день Св. Трійці 1997 р. відбулося освячення мурованого храму, спорудження якого почали ще в 1991 р.
Суттєво допоміг громаді вродженець с. Тюшка генеральний директор корпорації «Якутгоризонт» Василь Граб. Також люди будували храм своїми силами і коштами, не отримуючи платні за роботу. Храм будували всі: діти, чоловіки, жінки, дідусі і навіть бабусі. Люди, яких вигнали з старого храму, а сам храм переписали на греко-католицький, мали бажання неодмінно побудувати православний храм.  
Бляхарські роботи виконав Володимир Сідей.
Церква Вознесіння Господнього. 1999.
храм Вознесіння Господнього. 1999.
Впритул до дерев'яної церкви в 1991 р. почали будувати нову муровану греко-католицьку церкву. Проект базилічної церкви 26 м завдовжки 13 м завширшки з двома вежами висотою 30 м розробив ужгородський архітектор П. Гайович, а очолив будівництво та ведення всіх справ голова громади Василь Якуб. Цеглу та покрівельну бляху виміняли за дошки в с. Петрові.
У 1993 році суттєву фінансову допомогу на будівництво обох нових храмі, православного і греко-католицького у с. Тюшка, надали брати Володимир і Віктор Бедь з поваги до свого батьківського походження з цих країв.
У 1998 р. добудували корпус церкви і о. Віктор Басараб розпочав богослужіння. До 2000 р. планують розмалювати церкву та встановити іконостас, який робить місцевий майстер Василь Могорита.

## Туристичні місця
- храм св. Миколи Чудотворця. 1808.
- пішохідний перевал Присліп.